# Список вулиць Донецька (К)
| Назва          | тип    | Колишні назви | Район(и)                             | Місцевість                      | Джерела |
| -------------- | ------ | ------------- | ------------------------------------ | ------------------------------- | ------- |
| Кабардинська   | вул.   |               | Калінінський                         |                                 |         |
| Калініна       | вул.   |               | Куйбишевський                        |                                 |         |
| Київський      | просп. |               | Київський                            | Вєтка, Путилівка                |         |
| Кірова         | вул.   |               | Ленінський, Кіровський               | Абакумове, Бірюзове, Рутченкове |         |
| Кобозєва       | вул.   | 2-а лінія     | Ворошиловський                       | Центр                           |         |
| Коваля         | вул.   | 16-а лінія    | Ворошиловський                       | Центр                           |         |
| Комсомольський | просп. | Михайлівський | Ворошиловський                       | Центр                           |         |
| Конєва         | вул.   |               | Кіровський                           |                                 |         |
| Косіора        | вул.   |               | Київський                            | Гладківка                       |         |
| Куйбишева      | вул.   |               | Ленінський, Куйбишевський, Київський | Залізничний вокзал, Смолянка    |         |
| Купріна        | вул.   |               | Ленінський, Кіровський               | Босе, Мирний, Сонячний          |         |